# Core Design
A Core Design egy brit videójáték-stúdió volt, ez alkotta meg a népszerű Tomb Raider videójáték-sorozatot, de más játékokat is tervezett. A cég tulajdonosa az Eidos Interactive brit videójáték-forgalmazó cég volt, amely 2003-ban a Tomb Raider játékok fejlesztését átadta egy másik leányvállalatának, mire a cég fejlesztői közül többen kiléptek a csapatból. Az Eidos végül 2006-ban eladta a cég maradékát 
a Rebellion videójáték-fejlesztő cégnek, a Core márkanevét és szellemi tulajdonát azonban megtartotta, beleértve a Tomb Raider anyagait is.

## Történet
A Core Design-t 1988-ban hozta létre Chris Shrigley, Andy Green, Rob Toone, Terry Lloyd, Simon Phipps, Dave Pridmore, Jeremy Heath-Smith és Greg Holmes, Derby városában, Angliában; az alapítók közül néhányan korábban a Gremlin Graphics alkalmazottai voltak. Az Eidos Interactive 1996-ban megvásárolta a stúdiót a CentreGold terjesztőcég részeként. Ennek részeit később eladta, azonban a stúdió tulajdonosa, az U.S. Gold az Eidos-nál maradt. A Core stúdió fennállása alatt néhány játékot produkált Sega játékkonzolokra, mint pl. a Thunderhawk Mega-CD-re és később ők készítették az eredeti Tomb Raider játékot Sega Saturn konzolra.

## Tomb Raider
A Tomb Raider sorozat által a cég igazán közismert lett, Toby Gard-nak és Paul Howard-nak köszönhetően.
A kornak megfelelően eredetileg férfi főhős állt a középpontban, azonban Toby Gard a figurát egy női kalandorra cserélte. A tervezett Laura Cruz nevet megváltoztatva lett Lara Croft a főhős. 1996  őszén látott napvilágot és megjelenését szinte azonnal siker koronázta. A feszülő pólós, rövidnadrágos, mindkét kezében pisztolyt tartó Lara hamar népszerű lett a PC-s játékosok körében, azonban Gard még ebben az évben távozott a csapattól, mivel nem volt hajlandó a főhősből szexszimbólumot csinálni. Azonban a jogok ott maradtak az Eidos Interactive & Core Design páros kezében.
Lara alakja mellett a másik ok, ami hozzájárult a sikerhez, hogy ebben az időben ez volt az egyetlen 3D-s külső nézetes kalandjáték.

## Játékaik
- Asterix and the Great Rescue (uncredited)
- Asterix and the Power of the Gods
- Banshee
- Battlecorps
- BC Racers
- Bubba 'N' Stix
- CarVup
- Chuck Rock
- Corporation
- Curse of Enchantia
- Darkmere
- Doddlebug
- Fighting Force
- Fighting Force 2
- Thunderhawk
- Firestorm: Thunderhawk 2
- Thunderhawk: Operation Phoenix
- Free Running
- Heimdall
- Hook
- Herdy Gerdy
- Jaguar XJ220
- Ninja: Shadow of Darkness
- Project Eden
- Rick Dangerous
- Saint and Greavsie
- Smart Bomb
- Soulstar
- Shellshock
- Skeleton Krew
- Skidz
- Switchblade
- The Big Red Adventure
- Thunderhawk
- Tomb Raider
- Tomb Raider II
- Tomb Raider III
- Tomb Raider: The Last Revelation
- Tomb Raider Chronicles
- Lara Croft: Tomb Raider: The Angel of Darkness
- Universe
- War Zone
- Wolfchild
- Wonder Dog

## Külső hivatkozások
- Eidos Interactive
- Hivatalos Tomb Raider oldal
- Magyar Rajongói oldal